# Blue Bird Corporation
La Blue Bird Corporation è un'azienda americana che produce autobus e scuolabus.

## Storia
La Blue Bird Company nasce come progetto secondario della Ford Motor Company.

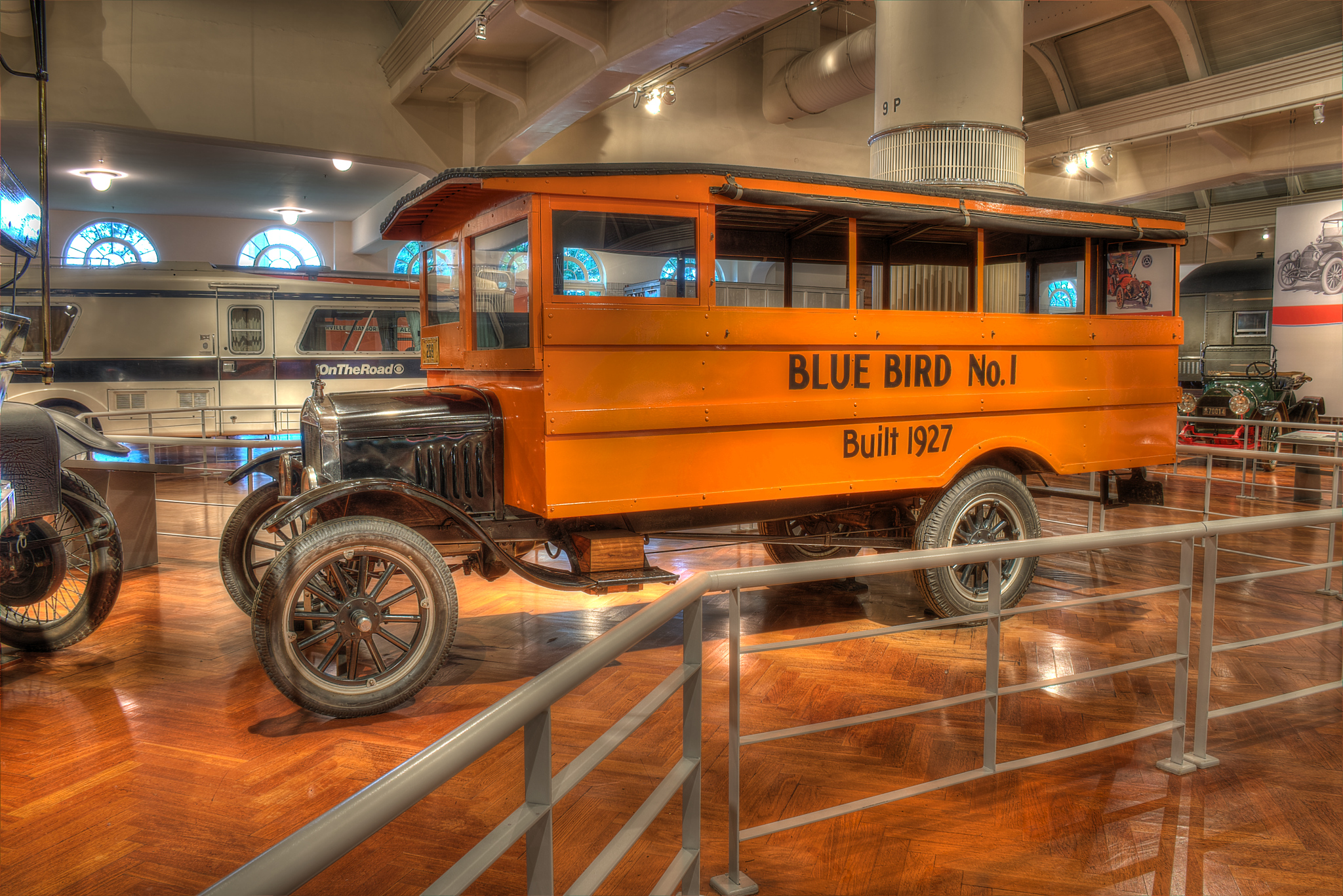
Il "Blue Bird Number 1", costruito nel 1927, sul telaio di un Ford Model TT. Donato all'Henry Ford Museum nel 2008, è probabilmente il più vecchio scuolabus d'America.

Nel 1925 Albert Luce vende un autobus costruito con un telaio di legno montato su un Ford Model T. Dopo un iniziale fallimento, Luce lo ricostruisce sostituendo il legno (usato solo come materiale secondario) con l'acciaio nel 1927, sul telaio di un Ford Model TT, e verrà usato come scuolabus.

### 1930-1952
Nel 1931, durante la Grande Depressione, Luce vende le licenze della Ford e nel 1932 l'azienda diviene indipendente e inizia a produrre esclusivamente scuolabus.
Nel 1937 la Blue Bird è una delle prime aziende a costruire telai completamente d'acciaio.
Durante la Seconda Guerra Mondiale, la produzione di autobus e scuolabus viene deviata in favore di ambulanze e mezzi di trasporto per l'esercito, e in seguito al razionamento vengono anche riciclati i telai dei vecchi prodotti.
Nel 1945 l'azienda subisce un pericoloso tracollo a causa dell'incendio che ha distrutto la fabbrica di Fort Valley, nello stato americano della Georgia. Nonostante l'incendio avesse distrutto lo stabilimento, i dipendenti erano riusciti a salvare molti componenti e attrezzature, tanto da poter ricominciare velocemente la produzione sfruttando gli stabilimenti di altre aziende.
Nel 1946 Albert Luce, a seguito di un infarto, decide di lasciare gradualmente la gestione dell'azienda ai tre figli: Albert Jr (presidente dell'azienda dal 1950) George e Joseph.
Nel 1948 Albert e il figlio George si recano al Salone dell'Automobile di Parigi, lì trovano l'ispirazione per l'All American, che viene prodotto ancora oggi. Nel 1952 la Blue Bird era l'unica azienda produttrice di autobus a costruire anche il telaio dei propri autobus (all'epoca le altre compagnie compravano telai da altre aziende).

### Anni '60-'80
Negli anni '60 la Blue Bird è cresciuta fino a diventare la quarta azienda produttrice di scuolabus più grande negli Stati Uniti.
Per aumentare la produzione viene aperto un nuovo stabilimento in Canada, presso Brantford, nella provincia dell'Ontario, e un nuovo stabilimento a Mount Pleasant nell'Iowa.
Nel 1962 muore Albert Luce Sr e i figli, temendo che la grande domanda fosse solo dovuta ai baby boomer (e che quindi, finito il loro ciclo di studi, non ci sarebbe più stata domanda per la produzione) decidono di diversificare i propri prodotti.

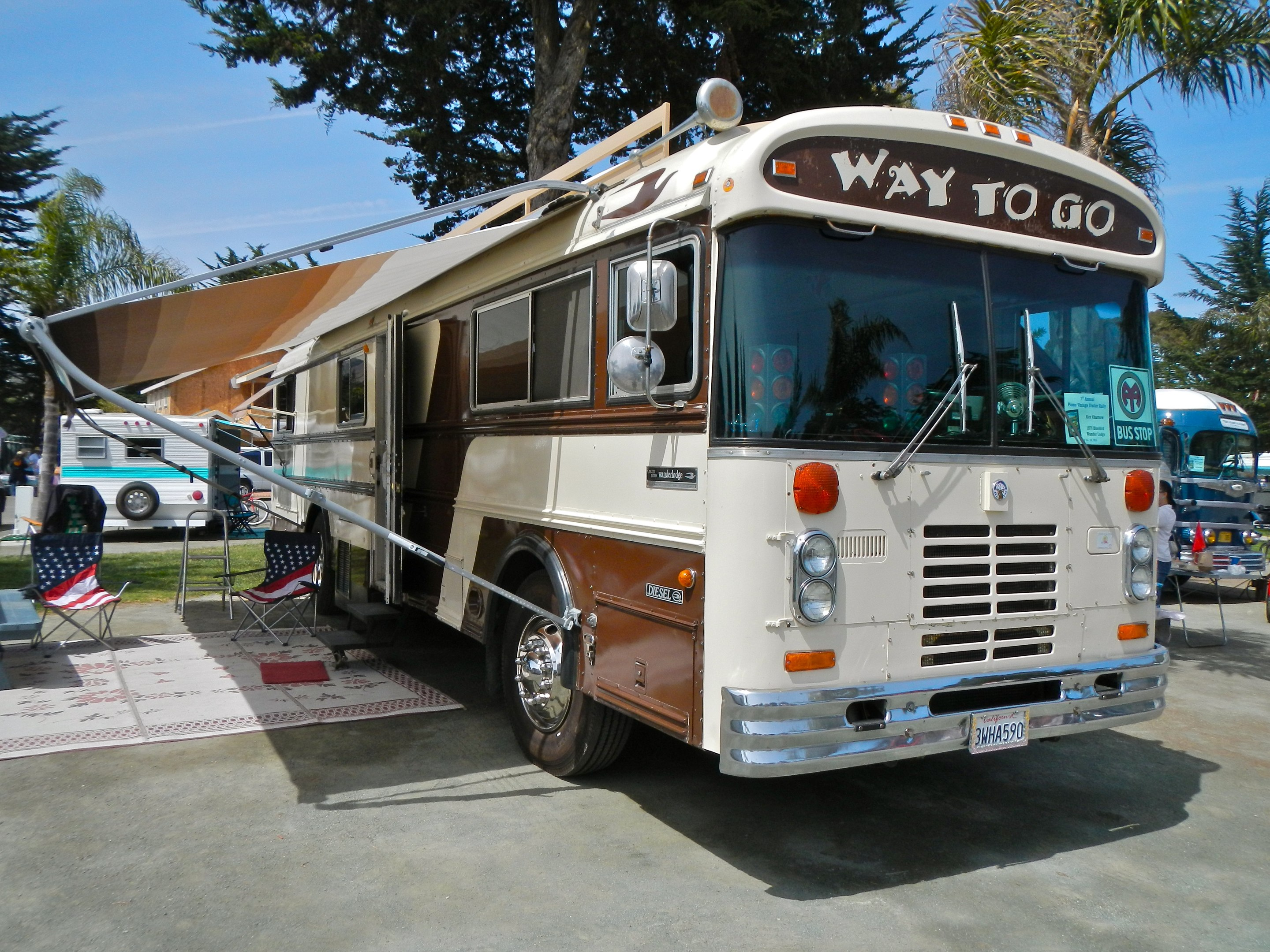
Un Blue Bird Wanderlodge del 1979

Nel 1963 debutta il Wanderlodge, un modello di camper ispirato dall'All American.
Negli anni '70 viene sviluppato il primo minibus indirizzato al trasporto pubblico: il City Bird, sempre ispirato dall'All American.
Tra gli anni '70 e '80 la produzione di autobus era a un punto morto, in effetti le previsioni dei fratelli Luce si erano avverate, infatti la domanda per gli scuolabus era bassissima, e questo obbligò molte grandi aziende del settore quali Carpenter, Superior e Ward a terminare la produzione di scuolabus.

### Anni '90
Nei primi anni '90 la Blue Bird, consolida la propria posizione dominante nel settore scuolabus, infatti dopo il lancio del TC/2000, nel 1988, possiede il 50% di market share.
Nel 1991 i Luce decidono di vendere l'azienda. Per 397 milioni di dollari il Merrill Lynch acquista l'82% della Blue Bird, mentre il rimanente 18% viene suddiviso tra altri 15 manager, mentre i fratelli Luce si ritirano.
Dopo l'acquisto, volendo continuare la produzione di autobus, viene lanciato un nuovo modello per sostituire il City Bird: il Q-Bus e nel viene riprogettato il Wanderlodge.
Nel 1992 viene chiuso uno stabilimento in Virginia e ne viene aperto uno, nel 1995, a Monterrey, nello stato messicano del Nuevo León.
Dal 1991 al 1999  viene riprogettato anche l'All American, che assume un aspetto più simile al TC/2000.
Negli ultimi anni '90 la Blue Bird viene acquistata dall'Henlys Group Lpc per 428 milioni di dollari.

### Joint ventures
Negli anni '90 per aumentare la produzione di scuolabus l'azienda farà parte di varie joint ventures.

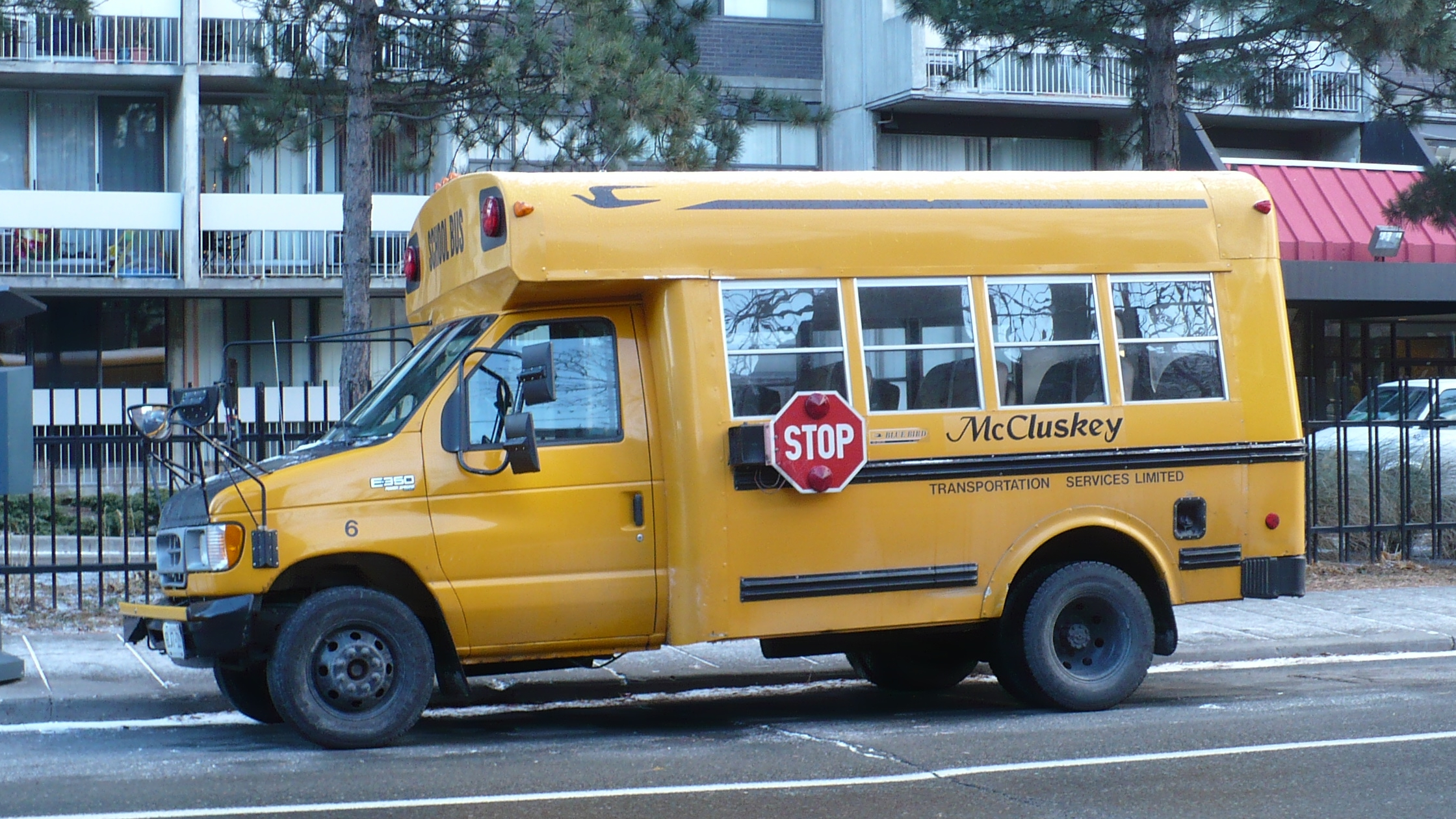
Il Blue Bird/MB IV, frutto della joint venture con la Girardin Minibus

Nel 1992 crea una joint venture con la canadese Girardin Minibus e fino al 1999 i prodotti vengono venduti con marchio Blue Bird.
Nel 1993 inizia la produzione in joint venture con la General Motors.

### Anni 2000
Nel 2001 viene chiuso lo stabilimento di Monterrey e nel 2002 quello di Mount Pleasant.
Per rinnovare la produzione degli scuolabus inizia, nel 2003 la produzione del Vision.
Nel 2004 la Blue Bird viene venduta e in seguito alla bancarotta viene acquistata dal Cerberus Capital Mangement con la North American Bus Industries (NABI) e la Optima Bus Corporation.
D'accordo con Cerberus, la Blue Bird si concentra sulla produzione degli scuolabus, infatti i diritti sul Wanderlodge vengono venduti alla Complete Coach Works, e la produzione termina nel 2009.
Nel 2009 inizia una seconda joint venture con la Girardine Minibus, tuttavia la produzione avverrà nelle fabbriche canadesi, permettendo alla Blue Bird di concentrarsi sugli autobus e scuolabus.

### Anni 2010
Nel 2010, la produzione si concentra a Fort Valley.
Nel 2012 viene annunciata la quarta versione dell'All American, per rimpiazzare le versioni del 1999 e del 2008.
Cerberus vende la maggior parte delle aziende (tra cui NABI e Optima) alla New Flyer, ad eccezione della Blue Bird.
Nel 2013 viene lanciato il Blue Bird Connect, un sistema di navigazione sviluppato con la Synovia Solutions.
Nel settembre 2014 la Hennessy Capital Acquisition Company acquista per 255 milioni di dollari il 42% della Blue Bird mentre Cerberus mantiene il rimanente 58%.
Nel febbraio 2015 Blue Bird è la prima azienda produttrice di scuolabus ad essere quotata presso l'indice NASDAQ.
Nel 2015, grazie ad una partnership con la ROUSCH Clean Technologies, diventa la maggior azienda distributrice di scuolabus alimentati a propano.
Nel 2017 l'azienda annuncia l'inizio dello sviluppo di uno scuolabus a zero emissioni con la tecnologia Veichle-to-Grid (V2G), patrocinato dal Dipartimento dell'Energia americano (per 4.4 milioni di dollari con altri 5 milioni provenienti da altri investitori). Tra il 2017 e il 2018 finisce la progettazione di 3 modelli di autobus elettrici che verranno messi in commercio nel 2019.

## Produzioni
| Produzione attuale | Produzione attuale | Produzione attuale | Produzione attuale |
| ------------------ | ------------------ | ------------------ | ------------------ |
| Nome               | Foto               | Anno               | Passeggeri         |
| Micro Bird         |                    | 2010               | 10-30              |
| Vision             |                    | 2003               | 36-77              |
| All American       |                    | 1948               | 54-90              |